# 张昭嫔
張昭嬪（?—?），名失考，明朝明世宗朱厚熜之嬪。

## 生平
張氏的出生、入宮及去世時間均無考。《明世宗肅皇帝實錄》未有冊封或追封張氏為昭嬪的記載，原因不明。《太常續考》謂「昭嬪張氏、常嬪武氏、宜妃宋氏、靜妃朱氏、和妃張氏、寧嬪郭氏、靜嬪田氏、安妃高氏、安嬪孟氏，以上九妃嬪共一墓」 （葬地位於金山紅石口 ）。列於張昭嬪之後的是薨逝於嘉靖四十二年八月初一日的武常嬪與薨逝於嘉靖四十二年八月二十九日的宋宜妃。由於有學者表示在《太常續考》中，明世宗的妃嬪若果合葬於同一墓，其排列的順序是依據她們薨逝的先後次序，因此可以推斷張昭嬪在嘉靖四十二年八月之前去世，具體去世時間侍考。

## 備註
1. ↑   《明世宗肅皇帝實錄》中有關世宗昭嬪的記載，僅有嘉靖十五年二月冊封錦衣衛正千戶王隆之女淑女王氏為昭嬪（王昭嬪，即日後的端和恭順溫僖皇貴妃），以及嘉靖十九年正月冊封錦衣衛正千戶徐瑾之女徐氏為昭嬪（徐昭嬪）。